# Amendola (cognome)
Amendola è un cognome di lingua italiana.

## Varianti
Amendolagine, Amendolara, Amendolea, Amendolia, Ammendola, L'Ammendola, La Mendola, Lammendola, Mendola, Mendolaro, Mendolia, Mendolicchio.

## Origine e diffusione
Il cognome è tipicamente meridionale.
Deriva dal termine dialettale mendola o amendola, "mandorla" o "mandorlo" (il frutto e l'albero), in riferimento al mestiere di coltivare mandorli; sono possibili incroci coi toponimi Amendolara e Amendolea.

## Persone
Pietro Amendola Attendoli Vescovo intruso di Cassano allo Jonio (1240) Fonte https://www.diocesicassanoalloionio.it/vescovi-e-cronotassi/
- Ferrante Amendola (1664 – 1724) – pittore italiano attivo a Napoli, allievo di Francesco Solimena
- Ferruccio Amendola (1930 – 2001) – attore e doppiatore italiano
- Francesco Amendola (n. 1949) – politico italiano